# Neal Banerjee
Neal Banerjee (* in London, Kanada) ist ein kanadischer Opernsänger (Tenor), Cellist, Komponist und Dirigent.

## Laufbahn
Banerjee studierte zunächst an der University of Western Ontario Klavier, später Cello und schließlich Gesang. Er setzte seine Ausbildung unter anderem bei Norman Shetler am Wiener Konservatorium sowie der Schola Cantorum Basiliensis fort.
Er wirkte unter anderem im Arnold Schoenberg Chor, dem Bayreuther Festspielchor, dem Schweizer Kammerchor sowie der Zürcher Sing-Akademie mit. Als Ensemblemitglied wirkte er im Theater Bielefeld und im Theater St. Gallen.
Zu seinem Repertoire zählen zahlreiche Hauptrollen in Mozart-Opern wie Tamino (Die Zauberflöte), Ottavio (Don Giovanni), Ferrando (Così fan tutte), Belfiore (La finta giardiniera), Rossini-Partien und zeitgenössische Opernrollen sowie Alte Musik bis hin zu Richard Wagner. Als Solist wirkte er an Tonaufnahmen unter anderem der Opern Sosarme und Kopernikus mit. Zudem tritt er regelmäßig mit Werken von Johann Sebastian Bach, Georg Friedrich Händel, Joseph Haydn, Wolfgang Amadeus Mozart, Ludwig van Beethoven, Felix Mendelssohn Bartholdy, Franz Schubert, Robert Schumann, Johannes Brahms, Benjamin Britten und Arnold Schönberg auf. Banerjee gastierte unter anderem in Japan, Italien, Österreich und Nordamerika.
Spax kreierte für ihn an der Staatsoper Hannover die Rap-Oper Aus der Depression. Als Mitglied des Barockensembles Il complesso barocco war er als Solist an zahlreichen Tonaufnahmen beteiligt.
Banerjee ist Mitglied der Opera Factory Freiburg.